# Queen's Eyot
Queen's Eyot est une petite île de la Tamise en Angleterre.

## Description
Il s'agit d'une île fluviale, inhabitée et recouverte d'arbres, située à environ cinq kilomètres au sud-est de Medmenham, dans le Berkshire.
Elle est détenue par le collège d'Eton.